# 胡安·罗德里格斯·卡布里略
胡安·罗德里格斯·卡布里略（西班牙語：Juan Rodríguez Cabrillo）或若昂·罗德里格斯·卡布里略（葡萄牙語：João Rodrigues Cabrilho；1497年？—1543年1月3日），是一个西班牙探险家，出生于西班牙科尔瓦多的滨河帕尔马，尽管在传统上他被认为是葡萄牙人。 卡布里奥曾为西班牙帝国发现北美洲西海岸，他是第一个来到今天的加利福尼亚的欧洲人。卡布里奥曾在西班牙征服者潘菲洛·德·纳尔瓦埃斯率领下，协助其于1518年左右占领古巴。他因1542-1543年期间对加利福尼亚海岸的探索而闻名。他探索了北加利福尼亚州。